# Лука Ђурђулешти
Лука Ђурђулешти (рум. Portul Giurgiulești, Portul Internațional Liber Giurgiulești, PILG, енгл. Giurgiulești International Free Port) је једина лука у Републици Молдавији. Налази се на месту где се река Прут улива у Дунав, у непосредној близини границе са Румнуијом и Украјином. До ушћа Дунава има 133,8 км, а максимална дубина газа бродова је 7 метара. 
Лука Ђурђулешти је настала као резултат размене територије са Украјином из 2005, када је Молдавија добила 430 метара обала река Дунав и Прут, које чине део међународног пловног пута.
У луци постоје терминали за транспорт жита и нафте, као и путнички терминал.
Изградња нафтног терминала почела је 1996, а отворен је 26. октобра 2006. Путнички терминал је почео са радом 17. марта 2009. поласком путничког брода за Истанбул. Житни терминал отворен је 24. јула 2009, а планира се отварање још једног. Лука има свега 450 метара обале, тако да је преостало мало места. До луке води железница нормалног и широког колосека.
Луком управља холандска фирма „Денјуб лоџистикс” (енгл. Danube Logistics), а Европска банка за реконструкцију и развој је у њу до 2018. уложила 60 милиона долара. Лука запошљава 460 људи. Она има статус слободне економске зоне до 2030.